# Die Frau im Nebel
Die Frau im Nebel (Originaltitel: koreanisch 헤어질 결심 RR Haeojil gyeolsim, deutsch ‚Entscheidung zur Trennung, besser: Entschluss zur Trennung‘, internationaler Titel: englisch Decision to Leave) ist ein südkoreanischer Spielfilm von Park Chan-wook aus dem Jahr 2022. Der Mysterystreifen handelt von einem Polizeidetektiv, der sich bei Ermittlungen in die Witwe eines vermeintlichen Unfallopfers verliebt. Die Hauptrollen übernahmen Park Hae-il und Tang Wei.
Die Produktion wurde im Wettbewerb des Filmfestivals von Cannes im Mai 2022 uraufgeführt und dort preisgekrönt. Auch ist Die Frau im Nebel Südkoreas Oscar-Beitrag 2023 in der Kategorie Bester internationaler Film. Am 2. Februar 2023 kam der Film in die deutschen Kinos.

## Handlung
Der erfahrene Kommissar Jang Hae-joon wird zum Fund der Leiche eines Hobbykletterers am Fuße eines Berges gerufen. Vieles deutet zunächst auf einen Unfall hin, doch Hae-joon hat aufgrund verschiedener Spuren den Verdacht, dass die Witwe des Verstorbenen, Song Seo-rae, etwas mit dessen Tod zu tun haben könnte. Er lädt sie zum Verhör vor, doch sie kann ihre Verletzungen und ihre DNA unter den Fingernägeln des Opfers glaubhaft erklären. Außerdem hat sie ein Alibi, denn sie arbeitet als Altenpflegerin und betreute zum fraglichen Zeitpunkt eine Patientin. Daraufhin wechselt der Kommissar die Taktik und beginnt Song Seo-rae zu observieren. Dies kostet ihn regelmäßig den Schlaf, aber er protokolliert pflichtbewusst seine Erkenntnisse in seine Smartwatch.
Zugleich fühlt er sich angezogen von der jungen Frau, die ihre Flüchtlingsvergangenheit offenbart. Hae-joon versteht allerdings nicht, warum sie einen wesentlich älteren Mann geheiratet hat. Er selbst führt eine wenig glückliche Fernbeziehung mit seiner obsessiven Frau. Als der Fall abgeschlossen scheint, kommt er Seo-rae näher und es kommt zu mehreren Treffen in ihrer Wohnung. Er kocht sogar für sie und vernichtet schließlich die Beweismittel, die er noch aufbewahrt hatte.
Als er bald darauf die alte Frau besucht, die Seo-rae als Pflegerin betreut hatte, stellt er fest, dass die Dame dement ist, das gleiche Handymodell wie Seo-rae besitzt, und dass diese offenbar das Handy der alten Dame mit ihrem vertauscht hatte, um sich ein Alibi zu verschaffen. Hae-joon entdeckt, dass sie genug Zeit hatte, um ihren Mann umzubringen, während sie vorgeblich die Dame pflegte. Daraufhin konfrontiert er Seo-rae, erkennt aber, dass er bereits alle entscheidenden Beweismittel vernichtet hat. Er ist erschüttert und zieht zu seiner Frau nach Ipo, der Stadt im Nebel.
Über ein Jahr später setzt die Handlung erneut ein. Hae-joon lebt mit seiner Frau zusammen, macht aber einen depressiven Eindruck, was auch von verschiedenen Personen angesprochen wird. Eines Tages geht er mit seiner Frau auf den Markt und sie begegnen dort Seo-rae mit ihrem neuen Ehemann Im Ho-Sin, einem Finanzberater. In einer Rückblende wird angedeutet, dass ein Mann namens „Klatscher“ sich an Im Ho-Sin rächen will, weil dieser seine Mutter betrogen hat. Als er Seo-rae gegenüber handgreiflich wurde, war das Anlass für sie und Ho-Sin, Busan zu verlassen und sich in Ipo zu verstecken. 
Bald darauf wird die Leiche des zweiten Ehemannes gefunden. Hae-joon nimmt erneut die Ermittlungen auf. Er ist davon überzeugt, dass Seo-rae hinter der Tat steckt. Doch schon bald wird der Klatscher festgenommen und gesteht den Mord. Hae-joon ist dennoch nicht überzeugt und versucht weiterhin, Seo-rae zu überführen, wobei er ihr auch wieder näher kommt. Dabei stellt sich heraus, dass sie diesmal ihn observiert und Sprachnachrichten darüber angefertigt hat. 
Zuletzt fährt sie in ihrem Auto an einen Strand und gibt in einem Telefongespräch zu, dass ihr Mann von der sich anbahnenden Beziehung wusste. Sie stellt das Auto am Strand ab, gräbt ein tiefes Loch und setzt sich hinein. Die Flut überspült das Loch. Hae-joon, der ihr hinterher gefahren war, versucht verzweifelt, sie am Strand zu finden.

## Hintergrund
Die Frau im Nebel ist der zwölfte Spielfilm des südkoreanischen Filmemachers Park Chan-wook. Er verfasste gemeinsam mit Chung Seo-kyung das Drehbuch. Beide hatten schon an seinen vorangegangenen Werken Die Taschendiebin (2016), Durst (2009), I’m a Cyborg, But That’s OK (2006) und Lady Vengeance (2005) zusammen gearbeitet. Für die Hauptrollen wurden Park Hae-il und die chinesische Schauspielerin Tang Wei verpflichtet, die zum ersten Mal in einem Film von Park Chan-wook auftreten. Zum weiteren Schauspielensemble gehören u. a. Lee Jung-hyun (Nachtangeln, 2011) und Jeong Ha-dam (Die Taschendiebin), die bereits in früheren Werken des Regisseurs zu sehen waren.
Die Dreharbeiten begannen gegen Ende Oktober 2020. Produziert wurde der Film von Moho und CJ Entertainment. Im Oktober 2021 war der Schnitt des Films laut Park fertiggestellt. Es fehlten nur noch die Ergänzung der Filmmusik und die visuellen Effekte.

## Synchronisation
Die deutsche Fassung entstand bei der Cinephon unter der Regie von Wolfgang Ziffer nach einem Dialogbuch von Stefan Kaiser.
| Rolle        | Darsteller    | Synchronsprecher  |
| ------------ | ------------- | ----------------- |
| Jang Hae-jun | Park Hae-il   | Sebastian Schulz  |
| Song Seo-rae | Tang Wei      | Manja Doering     |
| Ahn Jung-an  | Lee Jung-hyun | Cathlen Gawlich   |
| Chul-sung    | Seo Hyun-woo  | Tommy Morgenstern |
| Hong San-oh  | Park Jung-min | Oliver Bender     |
| Im Ho-sin    | Park Yong-woo | Erich Räuker      |
| Ki Do-soo    | Yoo Seung-mok | Helmut Gauß       |

## Rezeption und Veröffentlichung

### Internationale Kritik
Die Frau im Nebel wurde in Branchenkreisen bereits im Vorfeld als möglicher Beitrag für das im Mai 2022 veranstaltete 75. Filmfestival von Cannes gehandelt. Tatsächlich wurde der Film in den Wettbewerb eingeladen, wo die Premiere am 23. Mai erfolgte. Kritiker des amerikanischen Branchendiensts IndieWire zählten Die Frau im Nebel zu den 18 am meisten erwarteten Cannes-Beiträgen.
In einem rein französischen Kritikenspiegel der Website Le film français sahen mit Gaël Golhen (Première) und Stéphane Boudsocq (RTL) nur zwei der 15 Kritiker den Film als Palmen-Favoriten an. Sechs Kritiker (La Croix, Le Journal du Dimanche, Le Monde, L’Obs, Positif, Sud Ouest) vergaben aber mit drei Sternen jeweils die zweitbeste Wertung an Die Frau im Nebel. Im internationalen Kritikenspiegel der britischen Fachzeitschrift Screen International führte der Film mit 3,2 von 4 möglichen Sternen das Favoritenfeld unter allen 24 Wettbewerbsfilmen an. Mitglied des Kritikenspiegels war auch der Brite Peter Bradshaw (The Guardian), der an Die Frau im Nebel die Höchstwertung vergab und das Werk als Favorit auf die Goldene Palme ansah. Park orientiere sich mit seinem neuesten Film, einer „sensationellen Black-Widow-Noir-Romanze“ am vorangegangenen Werk Die Taschendiebin. Bradshaw lobte überschwänglich die Darstellung von Tang Wei als mysteriöse Witwe, die damit ihre Leistung in ihrem Erfolgsfilm Gefahr und Begierde (2007) übertreffe. Auch verglich er Die Frau im Nebel mit den Werken Alfred Hitchcocks und lobte das wendungsreiche Skript und die spannungsreiche Filmmusik von Cho Young-wuk. Die angloamerikanischen Online-Bewertungsportale Metacritic und Rotten Tomatoes verzeichneten ebenfalls kurz nach der Premiere mehrheitlich positive Filmkritiken.
Ein Kinostart in Südkorea erfolgte für Juni 2022 im Verleih von CJ Entertainment.

### Deutschsprachige Kritik
Im deutschsprachigen Raum waren die ersten Filmkritiken gemischt:
Jan Küveler (Die Welt) rezensierte Parks Regiearbeit als bis dahin besten Film im Wettbewerb, der „in der Art einer DNA-Doppelhelix Krimi und Liebesgeschichte“ verbinde. Der Regisseur gehe aber „unterschwelliger und also auch viel weniger brutal“ vor, als in seinen vorangegangenen Werken. Küveler lobte die Kamera und die Leistung von Hauptdarstellerin Tang Wei, der Park die Rolle aufgrund ihrer „Eleganz, gepaart mit Bockigkeit“ auf den Leib geschrieben habe. Der Regisseur spiele „auf sein großes Vorbild Hitchcock an, besonders Vertigo […] Und auf moderne Klassiker wie Basic Instinct, ohne aber die Würde aufzugeben“.
Manuel Piwko (K-Pop Weekly Deutschland) betonte in der Podcast-Show vor allem die „kunstvollen Szenenbilder […] die durch die intelligente Kombination von Schauspiel und Kameraeinstellungen wie ein raffiniertes Theaterstück wirkten“. Allgemein nannte er den Film als „der beste Beweis dafür, dass das südkoreanische Kino die gesamte, internationale Aufmerksamkeit verdient“.
Der unabhängige schweizerische Filmkritiker Michael Sennhauser sah in Die Frau im Nebel einen „Mix aus Formaten, aber ein schöner, herzlicher, melancholischer, von tragischer Liebe durchtränkt“ und zog Vergleiche zum japanischen Oscar-Gewinner Drive My Car.
Tim Caspar Boehme (die tageszeitung) kritisierte, dass sich Park auf „die scheinbar unmotivierte Beziehung des ungleichen Paars“ Hae-joon und Seo-rae konzentriere. Auch mache es Die Frau im Nebel dem Zuschauer „nicht leicht“. „Dass man nicht recht herausbekommt, was die beiden aneinander finden, ist eines der Hindernisse, wenn man der Sache folgen will. Man hat zwischendurch den Eindruck, man sieht einer Romanze zu, die sich nicht ganz entscheiden kann, weil sie sich eigentlich dem Thrillergenre verpflichtet fühlt“, so Boehme.
„Ein fast romantischer Film noir“ sah Daniel Kothenschulte (Berliner Zeitung), anstatt eines Thrillers und zeigte sich trotz der Kunstfertigkeit Parks enttäuscht. Der Regisseur tausche „die Düsternis seiner früheren Darstellungen männlicher Obsessionen gegen einen geradezu schwelgerischen Filmstil ein und streckt dabei auf 138 Minuten, was ein Wong Kar-Wai weit besser in 45 Minuten erzählen könnte“.
Ähnliches bemerkte Andreas Kilb (Frankfurter Allgemeine Zeitung). Parks Kino wirke „gealtert“ und die Geschichte sei nicht neu. Die Frau im Nebel sehe „sehr elegant aus, weil Parks Kamera ein sicheres Gespür für Farben, Licht und Atmosphäre hat, aber Stil ist eben nicht alles. Seine Wirkung verfliegt nach einem Tag. In Cannes aber suchen sie Filme für die Ewigkeit“, so Kilb.

## Auszeichnungen
Die Frau im Nebel wurde in der Filmpreissaison 2022/23 bisher für mehr als 150 internationale Film- bzw. Festivalpreise nominiert, von denen das Werk 39 gewinnen konnte. Honoriert wurde die Produktion unter anderem mit dem Regiepreis des Filmfestivals von Cannes sowie in Südkorea mit dem Blue Dragon Award, Buil Film Award und Chunsa Film Art Award jeweils als beste Kinoproduktion des Jahres. Ebenfalls mehrfach preisgekrönt wurden die Leistungen der beiden Hauptdarsteller Tang Wei und Park Hae-il, die Kameraarbeit und der Schnitt. Bei der Verleihung der Golden Globe Awards 2023 folgte eine Nominierung als bester fremdsprachiger Film. Als offizieller Kandidat Südkoreas gelangte Die Frau im Nebel auf die Shortlist (Vorauswahl von 15 Filmen) für den besten internationalen Film bei der Oscarverleihung 2023.
| Filmpreis/-festival (Auswahl)                           | Kategorie                                   | Resultat         | Preisträger/ Nominierte         |
| ------------------------------------------------------- | ------------------------------------------- | ---------------- | ------------------------------- |
| Asian Film Awards 2023                                  | Bestes Drehbuch                             | Gewonnen         | Park Chan-wook, Chung Seo-kyung |
| Asian Film Awards 2023                                  | Beste Hauptdarstellerin                     | Gewonnen         | Tang Wei                        |
| Asian Film Awards 2023                                  | Bestes Szenenbild                           | Gewonnen         | Ryu Seong-hie                   |
| Asian Film Awards 2023                                  | Bester Film                                 | Nominiert        | k. A.                           |
| Asian Film Awards 2023                                  | Beste Regie                                 | Nominiert        | Park Chan-wook                  |
| Asian Film Awards 2023                                  | Bester Hauptdarsteller                      | Nominiert        | Park Hae-il                     |
| Asian Film Awards 2023                                  | Beste Kamera                                | Nominiert        | Kim Ji-yong                     |
| Asian Film Awards 2023                                  | Beste Filmmusik                             | Nominiert        | Cho Young-wuk                   |
| Asian Film Awards 2023                                  | Bester Schnitt                              | Nominiert        | Kim Sang-beom                   |
| Asian Film Awards 2023                                  | Bester Ton                                  | Nominiert        | Kim Suk-won                     |
| Blue Dragon Awards 2022                                 | Bester Film                                 | Gewonnen         | k. A.                           |
| Blue Dragon Awards 2022                                 | Beste Regie                                 | Gewonnen         | Park Chan-wook                  |
| Blue Dragon Awards 2022                                 | Beste Hauptdarstellerin                     | Gewonnen         | Tang Wei                        |
| Blue Dragon Awards 2022                                 | Bester Hauptdarsteller                      | Gewonnen         | Park Hae-il                     |
| Blue Dragon Awards 2022                                 | Bestes Drehbuch                             | Gewonnen         | Park Chan-wook, Chung Seo-kyung |
| Blue Dragon Awards 2022                                 | Beste Filmmusik                             | Gewonnen         | Cho Young-wuk                   |
| Blue Dragon Awards 2022                                 | Popularity Award                            | Gewonnen         | Go Kyung-pyo                    |
| Boston Online Film Critics Association Awards 2022      | Bester internationaler Film                 | Gewonnen         | k. A.                           |
| Boston Society of Film Critics Awards 2022              | Bester Schnitt                              | Gewonnen         | Kim Sang-beom                   |
| British Academy Film Awards 2023                        | Bester nicht-englischsprachiger Film        | Nominiert        | Park Chan-wook, Ko Dae-seok     |
| British Academy Film Awards 2023                        | Beste Regie                                 | Nominiert        | Park Chan-wook                  |
| British Independent Film Awards 2022                    | Bester internationaler Independentfilm      | Nominiert        | Park Chan-wook, Chung Seo-kyung |
| Critics’ Choice Movie Awards 2023                       | Bester fremdsprachiger Film                 | Nominiert        | k. A.                           |
| Buil Film Awards 2022                                   | Bester Film                                 | Gewonnen         | k. A.                           |
| Buil Film Awards 2022                                   | Beste Hauptdarstellerin                     | Gewonnen         | Tang Wei                        |
| Buil Film Awards 2022                                   | Bester Hauptdarsteller                      | Gewonnen         | Park Hae-il                     |
| Buil Film Awards 2022                                   | Beste Filmmusik                             | Gewonnen         | Jo Yeong-wook                   |
| Buil Film Awards 2022                                   | Beste Regie                                 | Nominiert        | Park Chan-wook                  |
| Filmfestival von Cannes 2022                            | Goldene Palme – Bester Film                 | Nominiert        | Park Chan-wook                  |
| Filmfestival von Cannes 2022                            | Beste Regie                                 | Gewonnen         | Park Chan-wook                  |
| Chicago Film Critics Association Awards 2022            | Bester fremdsprachiger Film                 | Gewonnen         | k. A.                           |
| Chicago Film Critics Association Awards 2022            | Beste Kamera                                | Gewonnen         | Kim Ji-yong                     |
| Chunsa Film Art Awards 2022                             | Beste Regie                                 | Gewonnen         | Park Chan-wook                  |
| Chunsa Film Art Awards 2022                             | Beste Hauptdarstellerin                     | Gewonnen         | Tang Wei                        |
| Chunsa Film Art Awards 2022                             | Bester Hauptdarsteller                      | Gewonnen         | Park Hae-il                     |
| Chunsa Film Art Awards 2022                             | Bestes Drehbuch                             | Nominiert        | Park Chan-wook, Chung Seo-kyung |
| Dallas-Fort Worth Film Critics Association Awards 2022  | Bester fremdsprachiger Film                 | Gewonnen         | k. A.                           |
| Florida Film Critics Circle Awards 2022                 | Bester internationaler Film                 | Gewonnen         | k. A.                           |
| Florida Film Critics Circle Awards 2022                 | Beste Regie                                 | Gewonnen         | Park Chan-wook                  |
| Florida Film Critics Circle Awards 2022                 | Bestes Originaldrehbuch                     | Gewonnen         | Park Chan-wook, Chung Seo-kyung |
| Florida Film Critics Circle Awards 2022                 | Beste Kamera                                | Gewonnen         | Kim Ji-yong                     |
| Golden Globe Awards 2023                                | Bester fremdsprachiger Film                 | Nominiert        | k. A.                           |
| Gotham Awards 2022                                      | Bester internationaler Film                 | Nominiert        | k. A.                           |
| Grand Bell Awards 2022                                  | Bester Film                                 | Gewonnen         | k. A.                           |
| Korean Association of Film Critics Awards 2022          | Beste Darstellerin                          | Gewonnen         | Tang Wei                        |
| Las Vegas Film Critics Society Awards 2022              | Bester fremdsprachiger Film                 | Nominiert        | k. A.                           |
| London Critics’ Circle Film Awards 2023                 | Bester fremdsprachiger Film                 | Gewonnen         | k. A.                           |
| London Critics’ Circle Film Awards 2023                 | Bester Film                                 | Nominiert        | k. A.                           |
| London Critics’ Circle Film Awards 2023                 | Beste Regie                                 | Nominiert        | Park Chan-wook                  |
| London Critics’ Circle Film Awards 2023                 | Beste technische Leistung (Kamera)          | Nominiert        | Kim Ji-yong                     |
| National Board of Review Awards 2022                    | Top 5 – internationaler Film                | Gewonnen         | k. A.                           |
| National Society of Film Critics Awards 2023            | Beste Regie                                 | Zweitplatzierter | Park Chan-wook                  |
| National Society of Film Critics Awards 2023            | Beste Kamera                                | Drittplatzierter | Kim Ji-yong                     |
| Online Film Critics Society Awards 2023                 | Bester fremdsprachiger Film                 | Nominiert        | k. A.                           |
| Satellite Awards 2022                                   | Bester fremdsprachiger Film                 | Nominiert        | k. A.                           |
| St. Louis Film Critics Association Awards 2022          | Bester internationaler Film                 | Gewonnen         | k. A.                           |
| Filmfestival von Valladolid 2022                        | Bester Schnitt                              | Gewonnen         | Kim Sang-beom                   |
| Washington DC Area Film Critics Association Awards 2022 | Bester internationaler/fremdsprachiger Film | Gewonnen         | k. A.                           |